# Werner-Karl-Hermann Graf von der Schulenburg-Wolfsburg

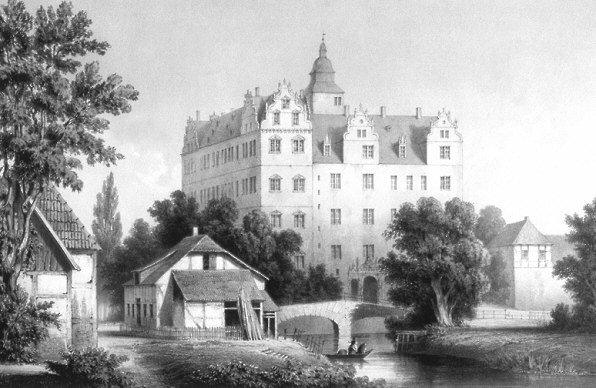
Schloss Wolfsburg

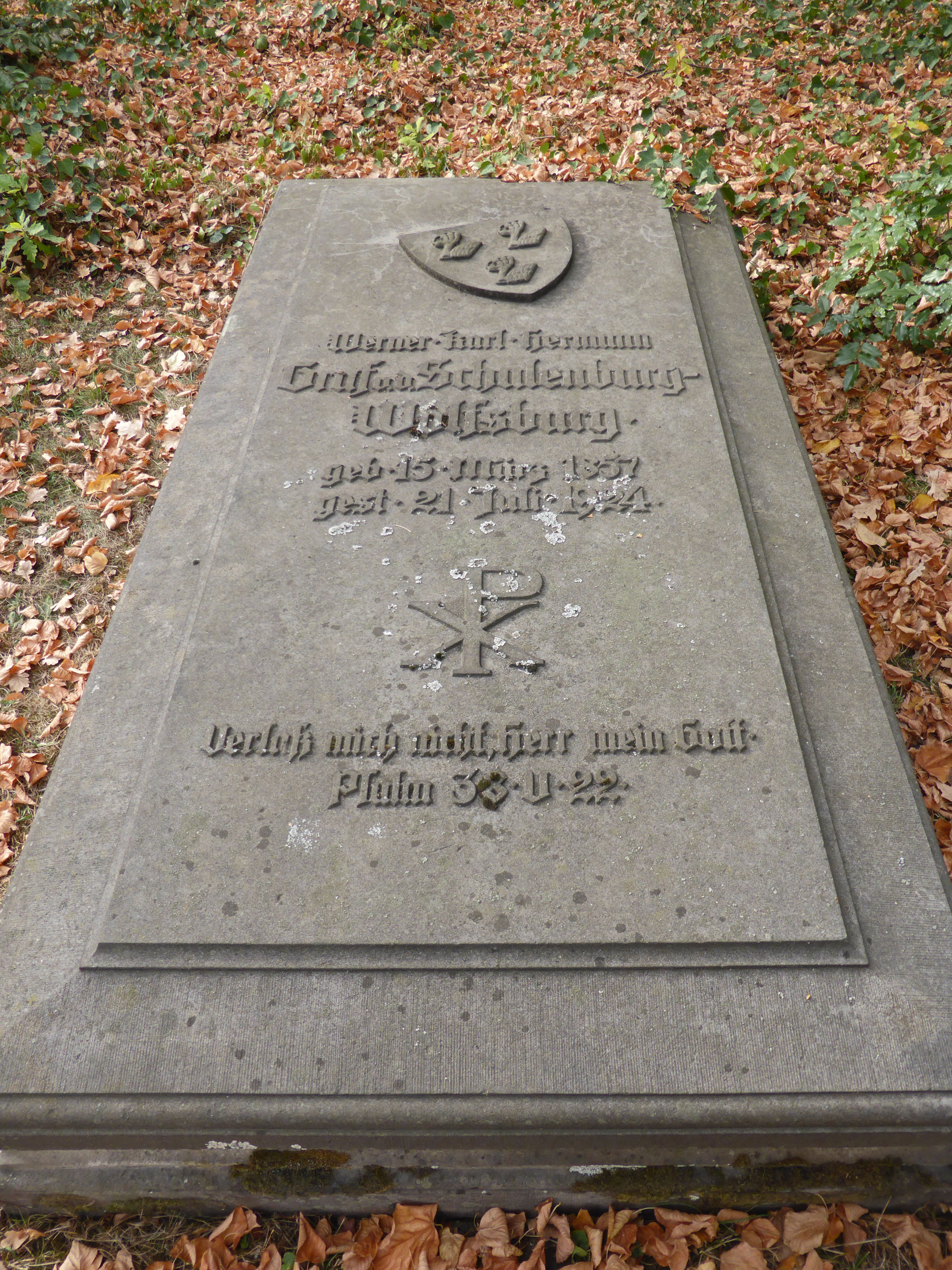
Grabstätte

Werner-Karl-Hermann Graf von der Schulenburg-Wolfsburg (* 15. März 1857 in Emden; † 21. Juli 1924 in Bad Kissingen), kurz Werner Graf von der Schulenburg-Wolfsburg, war Fideikommissherr von Schloss Wolfsburg und Mitglied des Preußischen Herrenhauses.

## Familie
Werner-Karl-Hermann Graf von der Schulenburg-Wolfsburg gehörte dem Adelsgeschlecht von der Schulenburg an. Er war ältestes Kind von Günther von der Schulenburg (* 18. Dezember 1819; † 21. Februar 1895) und seiner Frau Adelheid geborene Gräfin von der Schulenburg-Emden (* 13. Februar 1834; † 7. Juli 1870), eine Tochter von Eduard von der Schulenburg-Emden.
Er heiratete am 1. Juli 1890 in Bad Essen Frieda Freiin von dem Bussche-Ippenburg gen. von Kessell (* 21. März 1871 in Ippenburg; † 23. März 1949 in Bisdorf), einer Tochter von Wilhelm von dem Bussche-Ippenburg.
Aus der Ehe gingen sechs Kinder hervor:
- Günther Werner Busso (* 15. April 1891 in Hannover; † 12. März 1985), ab 1928[1] verheiratet mit Ursula geb. Freiin von Dincklage (* 27. Juli 1905; † 1. Dezember 1951).[2] Als ältester Sohn übernahm er nach dem Tod seines Vaters den Fideikommiss Wolfsburg, musste jedoch später Gut und Schloss Wolfsburg zum Bau des Volkswagenwerkes und der Stadt des KdF-Wagens, dem heutigen Wolfsburg, veräußern. An seinem 90. Geburtstag wurde er zum Ehrenbürger der Stadt Wolfsburg ernannt, beigesetzt wurde er auf dem Familienfriedhof in Nordsteimke.
- Elisabeth Margarete (* 8. Juli 1892 in Ippenburg; † 30. Januar 1976 in Berlin). Sie heiratete am 6. Juli 1912 Adelbert Karl Werner Graf von der Schulenburg auf Burgscheidungen (* 24. Juli 1885; † 4. April 1951), ein Sohn von Werner von der Schulenburg-Burgscheidungen. Die Ehe wurde 1927 geschieden, und 20. März 1928 heiratete sie Walter Hege (* 12. November 1893 in Naumburg; † 29. Oktober 1955 in Weimar). Hege war Fotograf und Künstler sowie Professor an der Staatlichen Hochschule für Handwerk und Baukunst Weimar. Noch heute erinnert ein Grabstein auf dem Friedhof in Rothenfelde an sie.
- Bertha Ursula (* 29. August 1893 in Wolfsburg; † 17. September 1962). Sie heiratete am 5. Oktober 1922 in Wolfsburg Dr. Konrad von Sydow-Zemlin (* 8. März 1881 in Rastatt; † 14. Februar 1949 in Königslutter am Elm). Auf dem Friedhof in Rothenfelde sind bis heute Grabsteine der beiden Eheleute erhalten.
- Renate Charlotte Julia (* 15. März 1897 in Wolfsburg; † 24. Juni 1971 in Wolfsburg). Sie heiratete am 15. Mai 1918 in Wolfsburg Günther Graf von Stosch (* 29. Mai 1893 in Liegnitz; † 23. März 1955 in Essen-Rüttenscheid), diese Ehe wurde 1931 geschieden. Am 12. Dezember 1932 heiratete sie in Berlin Christel Roggenbau (* 7. Februar 1896 in Schleswig, † 31. Januar 1970). Diese Ehe wurde 1960 geschieden. Noch heute erinnert ein Grabstein auf dem Friedhof in Rothenfelde an sie.
- Gisela Katherine Elisabeth (* 14. März 1901 in Wolfsburg; † 6. Dezember 1975 in Stuttgart). Sie heiratete am 12. Juli 1921 in Wolfsburg Friedrich Johann Graf von Alvensleben auf Erxleben (* 21. August 1895 in Hirschberg; † 27. April 1950 in Hamburg).
- Werner Hermann Andreas Albrecht (* 5. November 1903 in Wolfsburg; † 24. April 1946 in  Brest-Litowsk). Werner studierte Rechtswissenschaft und promovierte 1934 zum Thema Reichsautobahn. Er heiratete am 8. März 1933 in Berlin Agnes Dubois (* 22. August 1892 in Berlin, † 28. Januar 1976 in Baden-Baden). Im Zweiten Weltkrieg diente er in Königsberg, Norwegen und Finnland. Er kam als Obergefreiter in westliche Kriegsgefangenschaft, aus der er wieder entlassen wurde. 1945 geriet in bei einer Fahrt im sowjetisch besetzten Teil Deutschlands abermals in Kriegsgefangenschaft, in der er 1946 im heutigen Belarus durch Krankheit und Entkräftung umkam. Ein Grabstein auf dem Friedhof in Rothenfelde und eine Inschrift auf dem Kriegerdenkmal in Alt-Wolfsburg erinnern noch heute an ihn.

Grabmäler einiger Kinder

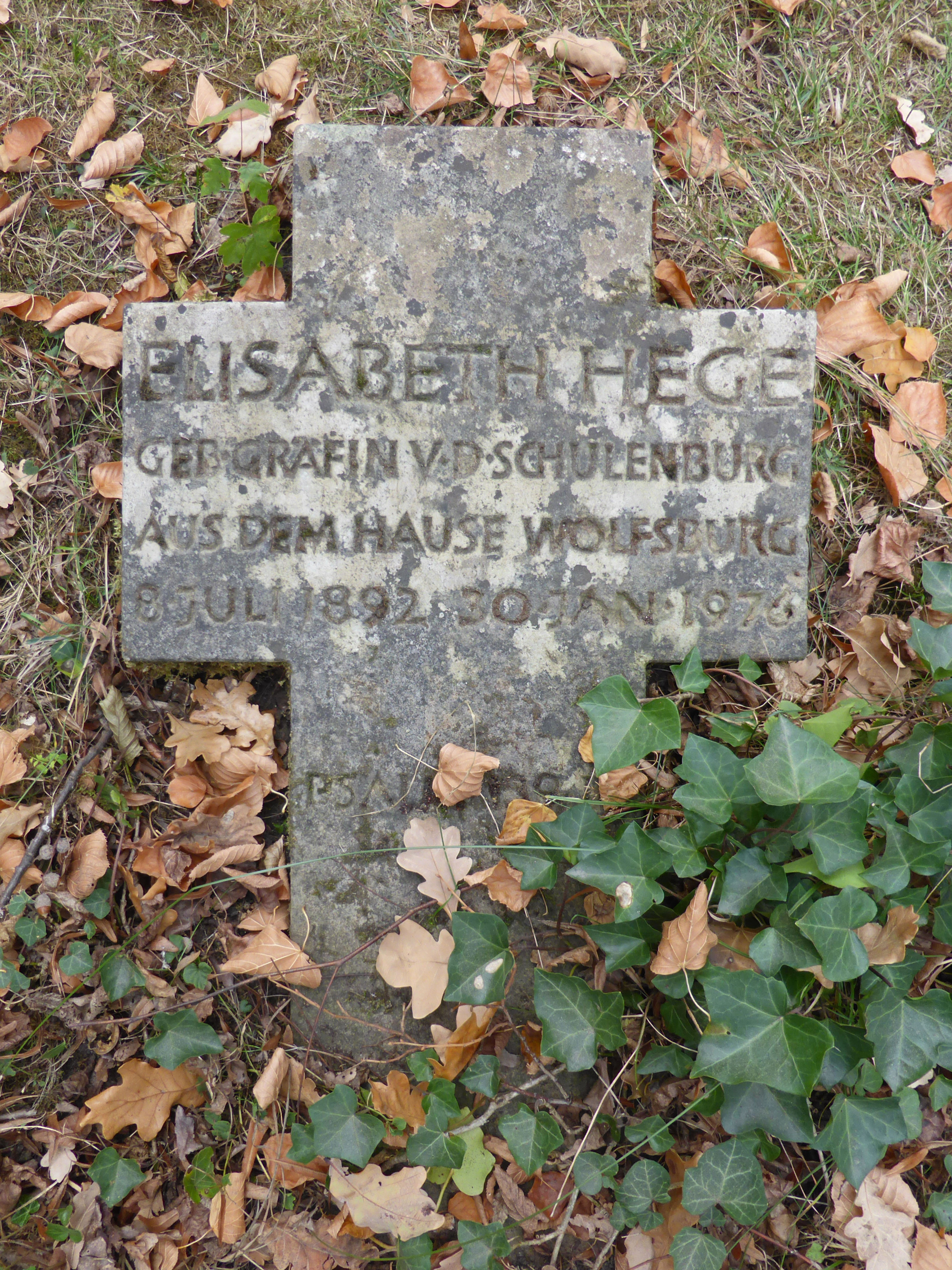
Elisabeth
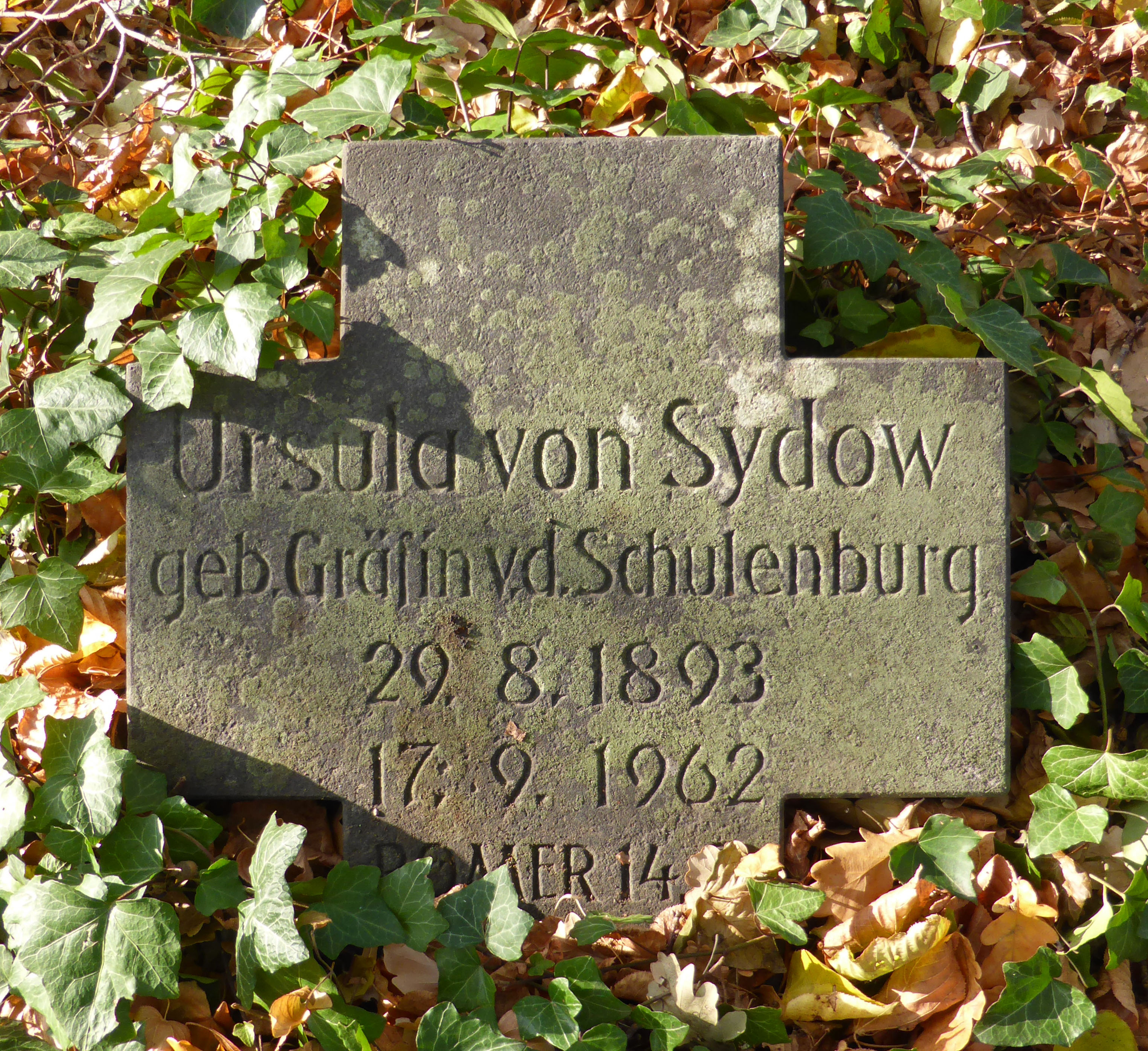
Ursula
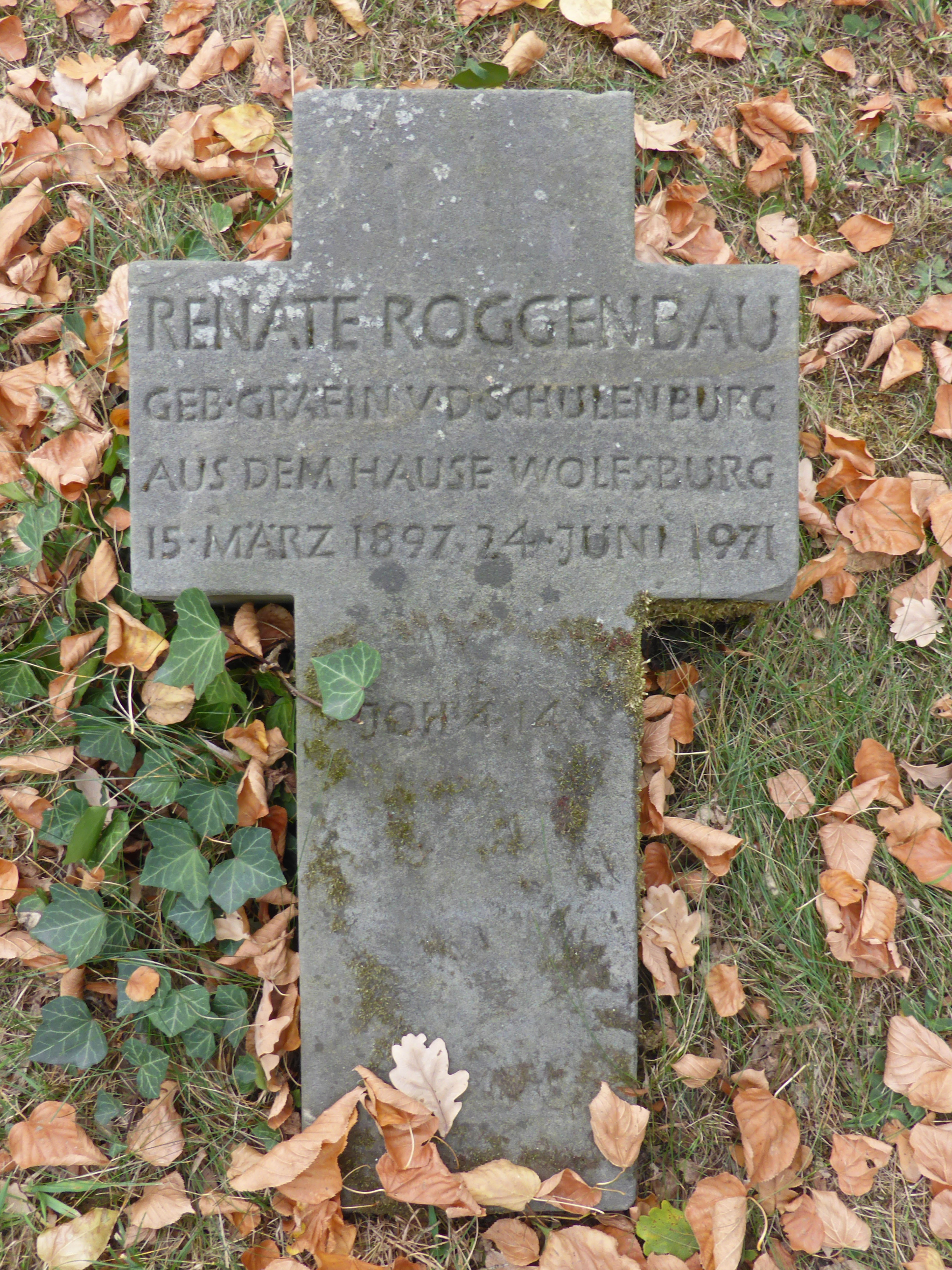
Renate
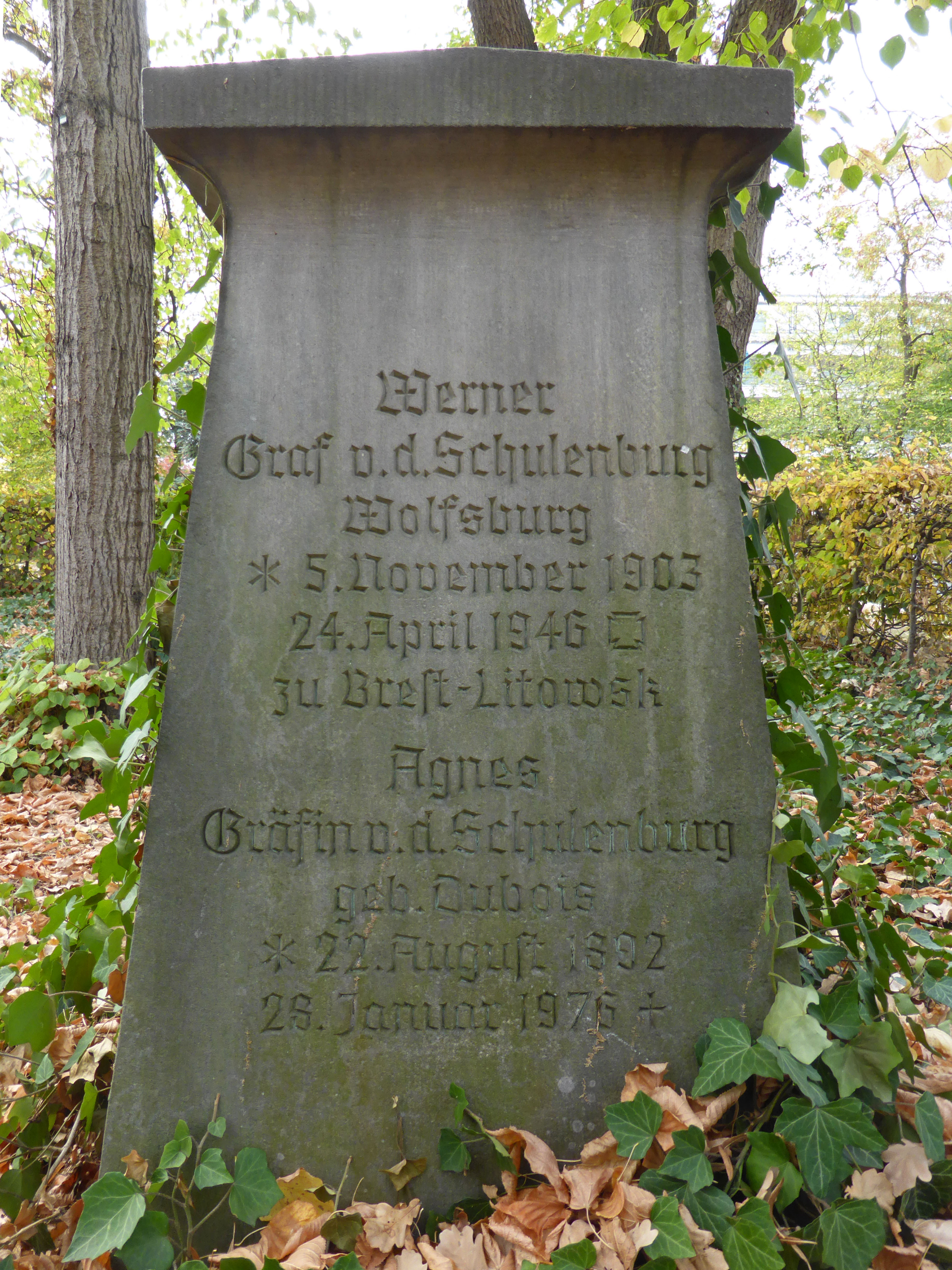
Werner

## Leben
1877 trat er in das Königs-Ulanen-Regiment (1. Hannoversches) Nr. 13 ein, wo er 1892 als Rittmeister ausschied. Anschließend widmete er sich der Bewirtschaftung der väterlichen Güter. 1904 erfolgte seine Berufung in das Preußische Herrenhaus, dem er bis 1918 angehörte.
1911 schloss Werner-Karl-Hermann Graf von der Schulenburg-Wolfsburg einen Abbauvertrag mit der Wintershall AG ab, der dieser die Bergbautätigkeit in seiner Gemarkung Rothenfelde gestattete. Die Gewerkschaft Rothenfelde förderte ab 1913 Kalisalz für die Landwirtschaft sowie unter der Marke Rothenfelder Edelsalz vertriebenes Speisesalz. Die Straße Schachtweg in der Stadtmitte Wolfsburgs erinnert heute noch an das Bestehen der Grubenanlage in diesem Bereich.
Im Ersten Weltkrieg war er von 1914 bis 1918 als Reserveoffizier im Einsatz.
1924 verstarb Werner-Karl-Hermann Graf von der Schulenburg-Wolfsburg in Bad Kissingen und wurde auf dem Friedhof in Rothenfelde bestattet. Seine Frau lebte von 1932 an in Potsdam, zog aber vor Ende des Zweiten Weltkriegs nach Westdeutschland, wo sie 1949 in Bisdorf, das damals zum Landkreis Gifhorn gehörte, verstarb. Sie wurde neben dem Grab ihres Mannes beigesetzt, beide Grabmäler sind bis heute erhalten.